# كوبا أمريكا تحت 20 سنة 1967
كوبا أمريكا تحت 20 سنة 1967 (بالإسبانية: Campeonato Sudamericano Sub-20 de 1967)‏ هو الموسم 4 من كوبا أمريكا تحت 20 سنة. أشرف على تنظيمه كونميبول، وكان عدد الأندية المشاركة فيه 9، وفاز فيه منتخب الأرجنتين تحت 20 سنة لكرة القدم.